# Horst Grobe
Horst Grobe (* 1944) ist ein deutscher Germanist.
Grobe studierte von 1963 bis 1969 deutsche und englische Philologie, Philosophie und allgemeine Sprachwissenschaften an der Universität Bonn. Sein Referendariat absolvierte er 1970/71 in Aachen. Von 1970 bis 2006 war er im gymnasialen Schuldienst in Nordrhein-Westfalen tätig. 1993 promovierte er an der Universität Bochum zum Dr. phil. Grobe verfasste mehrere Bände für die Reihe Königs Erläuterungen und Materialien.
| Personendaten    | Personendaten       |
| ---------------- | ------------------- |
| NAME             | Grobe, Horst        |
| KURZBESCHREIBUNG | deutscher Germanist |
| GEBURTSDATUM     | 1944                |